# Кордильєра-Бланка
Кордильє́ра-Бла́нка (ісп. Cordillera Blanca) — найвищий хребет у масиві Кордильєра-Оксиденталь в Перуанських Андах, на території перуанського регіону Анкаш. Хребет відділений від хребта Кордильєра-Неґра на сході долиною Каєхон-де-Уайлас, від хребта Кордильєра-Уайуаш на півдні річкою Патівілка та від Кордильєри-Сентраль на заході верхів'ями річки Мараньйон.
Довжина 180 км, висоти до 6 768 м (гора Гуаскаран), 35 вершин перевищують 6 000 м.
Складений головним чином кварцовими діоритами і андезитами.
Кордильєра-Бланка — найбільший льодовиковий район у тропічних Андах (площа льодовиків близько 1 000 км²), район активної селевої і лавинної діяльності.
Лінія снігів — на рівні 4 800-5 000 м.
Майже вся територія хребта входить до національного парку Уаскаран.